# 藤本巧太
藤本 巧太（ふじもと こうた、1998年6月28日 - ）は、日本のプロバスケットボール選手。ポジションはポイントカード。
B.LEAGEの鹿児島レブナイズ所属。

## 来歴
育英高等学校→大阪体育大学→大阪エヴェッサ→アルティーリ千葉→鹿児島レブナイズ
（日本代表歴・主な受賞歴）
2017　関西学生バスケットボール新人戦 優勝／最優秀新人選手賞 受賞
2018　関西学生バスケットボール新人戦 敢闘賞、アシスト王 受賞
2018　バスケットボール男子U22日本代表候補
2018　関西学生選抜メンバー
2019　関西学生選抜メンバー